# Municipio de Lawrence (condado de Lawrence)
El municipio de Lawrence (en inglés: Lawrence Township) es un municipio ubicado en el condado de Lawrence en el estado estadounidense de Ohio. En el año 2010 tenía una población de 2579 habitantes y una densidad poblacional de 29,84 personas por km².

## Geografía
El municipio de Lawrence se encuentra ubicado en las coordenadas 38°33′24″N 82°32′9″O / 38.55667, -82.53583. Según la Oficina del Censo de los Estados Unidos, el municipio tiene una superficie total de 86.42 km², de la cual 86.33 km² corresponden a tierra firme y (0.1%) 0.09 km² es agua.

## Demografía
Según el censo de 2010, había 2579 personas residiendo en el municipio de Lawrence. La densidad de población era de 29,84 hab./km². De los 2579 habitantes, el municipio de Lawrence estaba compuesto por el 99.15% blancos, el 0.08% eran afroamericanos, el 0.04% eran amerindios, el 0.04% eran asiáticos, el 0.04% eran isleños del Pacífico, el 0.16% eran de otras razas y el 0.5% pertenecían a dos o más razas. Del total de la población el 0.27% eran hispanos o latinos de cualquier raza.